# Roundcube
Roundcube es un cliente de correo para ver los mensajes de correo (correo electrónico) a través de una página web, pudiendo acceder desde cualquier navegador con acceso a internet. Desde él es posible realizar todas las operaciones necesarias para gestionar los correos e incluso usarlo como agenda de contactos y calendario.
Roundcube está liberado bajo la licencia GPL, por lo que es software libre.

## Principales características
- Disponible en 65 idiomas.
- Drag-&-drop para gestionar los e-mails.
- Soporte completo para mensajes MIME y HTML.
- Sistema de protección de la privacidad sofisticado.
- Redactar mensajes con archivos adjuntos.
- Múltiples identidades del remitente.
- Composición de e-mails en HTML enriquecido.
- Reenviar mensajes con archivos adjuntos.
- Búsqueda de mensajes y contactos.
- Corrección ortográfica.
- Administración de carpetas IMAP.
- Soporte para servidores SMTP externos.
- Caché de acceso al buzón rápido.
- Número ilimitado de usuarios y mensajes.
- Plantilla sistema de skins personalizados.

## Requisitos del servidor
- Servidor web Apache, Lighttpd o Cherokee
- Versión de PHP 5.2.1 o superior
- PostgreSQL, SQLite o base de datos de MySQL, MariaDB
- Servidor IMAP con soporte IMAP4 rev1
- Un servidor SMTP (recomendado) o PHP configurado para la entrega de correo